# Danny Campbell (cầu thủ bóng đá, sinh năm 1944)
Daniel Campbell (sinh ngày 3 tháng 2 năm 1944) là một cựu cầu thủ bóng đá người Anh thi đấu cho Bradford Park Avenue, Stockport County và West Bromwich Albion.